# گورو نوگوچی
گورو نوگوچی (انگلیسی: Goro Noguchi؛ زادهٔ ۲۳ فوریهٔ ۱۹۵۶) بازیگر، خواننده، و شخصیت‌های تلویزیونی در ژاپن اهل ژاپن است.
از فیلم‌ها یا برنامه‌های تلویزیونی که وی در آن نقش داشته‌است می‌توان به تقاطع موفقیت بزرگ، یکی از سری فیلم‌های مجموعه تلویزیونی تایگا  اشاره کرد.